# Olga Alexandrowna Fatkulina
Olga Alexandrowna Fatkulina (russisch О́льга Алекса́ндровна Фатку́лина; * 23. Januar 1990 in Tscheljabinsk) ist eine russische Eisschnellläuferin. Ihre bevorzugten Distanzen sind die Sprintstrecken.

## Werdegang
Fatkulina erzielte 2009 ihre ersten internationalen Erfolge. Bei der Junioren-WM in Zakopane gewann sie Gold über 500 Meter und jeweils Bronze über 1000 und 1500 Meter.
Bei den Olympischen Spielen 2010 in Vancouver landete sie sowohl bei der Distanz über 500 Meter, als auch bei der über 1000 Meter jeweils auf Platz 20.
Bei der WM 2013 in Sotschi gewann die Eisläuferin überraschend die Goldmedaille über 1000 Meter. Über die 500-Meter-Strecke sicherte sie sich zudem die Bronzemedaille und verwies mit hauchdünnem Vorsprung Jenny Wolf auf den vierten Platz.
Fatkulina lebt und trainiert in Tscheljabinsk.

## Erfolge
| Olympische Winterspiele           | Olympische Winterspiele | Olympische Winterspiele |
| --------------------------------- | ----------------------- | ----------------------- |
| Silber                            | 2014 Sotschi            | 500 m                   |
| Einzelstreckenweltmeisterschaften |                         |                         |
| Gold                              | 2013 Sotschi            | 1000 m                  |
| Bronze                            | 2013 Sotschi            | 500 m                   |
| Bronze                            | 2019 Inzell             | Teamsprint              |
| Silber                            | 2020 Salt Lake City     | Teamsprint              |
| Silber                            | 2020 Salt Lake City     | 1000 m                  |
| Bronze                            | 2020 Salt Lake City     | 500 m                   |
| Bronze                            | 2021 Heerenveen         | 500 m                   |
| Sprintweltmeisterschaften         |                         |                         |
| Bronze                            | 2018 Changchun          | Sprint                  |
| Bronze                            | 2020 Hamar              | Sprint                  |
| Mehrkampfeuropameisterschaften    |                         |                         |
| Bronze                            | 2017 Heerenveen         | Sprint                  |
| Bronze                            | 2019 Klobenstein        | Sprint                  |
| Europameisterschaften             |                         |                         |
| Gold                              | 2018 Kolomna            | Teamsprint              |
| Gold                              | 2020 Heerenveen         | Teamsprint              |
| Gold                              | 2020 Heerenveen         | 500 m                   |